# Jänickendorfer Schleusengraben
Der Jänickendorfer Schleusengraben ist ein Meliorationsgraben und orographisch linker Zufluss des Steinerfließes auf der Gemarkung der Gemeinde Nuthe-Urstromtal im Landkreis Teltow-Fläming in Brandenburg. Der Graben beginnt auf einer landwirtschaftlich genutzten Fläche, die sich westlich des Nuthe-Urstromtalers Ortsteils Jänickendorf befindet. Er verläuft zunächst in nordöstlicher Richtung. Nach wenigen Metern fließt von Westen kommend der Kolzenburger Graben zu, der die westlich gelegenen Flächen entwässert. Er durchquert die Elsbruchwiesen und fließt östlich des 60,7 Meter höhen Röthebergs vorbei in nördliche Richtung. Südlich des Nuthe-Urstromtaler Wohnplatzes Forsthaus Teerofen fließt von Westen der Schleusengraben zu. Anschließend schwenkt er in nordöstliche Richtung, unterquert die Luckenwalder Straße und fließt fortan vorzugsweise in östlicher Richtung weiter. Er erreicht den nördlich gelegenen Höhenzug Renneberge und entwässert schließlich nördlich von Jänickendorf in das Steinerfließ.